# Craintilleux
Craintilleux – miejscowość i gmina we Francji, w regionie Owernia-Rodan-Alpy, w departamencie Loara.
Według danych na rok 1990 gminę zamieszkiwały 752 osoby, a gęstość zaludnienia wynosiła 91 osób/km² (wśród 2880 gmin regionu Rodan-Alpy Craintilleux plasuje się na 941. miejscu pod względem liczby ludności, natomiast pod względem powierzchni na miejscu 1257.).